# Extrahartkäse
Als Extrahartkäse bezeichnet man Varianten von Hartkäse mit verschiedenen Eigenschaften. Die Bezeichnung ist ausschliesslich in der Schweiz als Käsetyp gesetzlich geregelt: Nach Art. 52 Abs. 2 VLtH wird gereifter Käse nach dem Wassergehalt im fettfreien Käse in folgende Festigkeitsstufen eingeteilt (jeweils Wassergehalt in Gramm pro Kilogramm fettfreier Käse):
1. ‚extra-hart‘ bis 500 g/kg;
2. ‚hart‘ mehr als 500 bis 540 g/kg;
3. ‚halbhart‘ mehr als 540 bis 650 g/kg;
4. ‚weich‘ mehr als 650 g/kg.

Bei Extrahartkäse im Sinne von Buchstabe a handelt es sich um Vollfettkäse aus naturbelassener Rohmilch mit mind. 45 % Fett in der Trockenmasse. Beispielsweise beträgt beim Sbrinz die Reifezeit mindestens 18 Monate bis zur Konsumreife, 36 Monate bis zur Vollreife. Eine weitere Sorte ist der Walliser Hobelkäse.